# Motion Picture Association
La Motion Picture Association (MPA, Associació Cinematogràfica), anomenada anteriorment Motion Picture Association of America (MPPA) (Associació Cinematogràfica d'Amèrica) i originalment Motion Picture Producers and Distributors Association of America (MPPDA) (Associació de Productors i Distribuïdors Cinematogràfics d'Amèrica), és una associació industrial fundada en 1922. És una organització sense ànim de lucre amb seu als Estats Units, que es va constituir per a vetllar pels interessos dels estudis cinematogràfics. Els seus membres són Netflix i els cinc majors estudis de Hollywood: Paramount Pictures (National Amusements), Sony Pictures (Sony), Universal Pictures (Comcast), Walt Disney Studios (The Walt Disney Company) i Warner Bros. (Warner Bros. Discovery). La MPAA realitza la coneguda i més aplicada classificació per edats de pel·lícules, d'acord al contingut d'aquestes.

## Sistema de qualificació
El 1968, la MPA va establir la Code and Rating Administration, o CARA (més tard rebatejada com a Classification and Rating Administration), que va començar a emetre valoracions per a les pel·lícules exposades i comercialment als Estats Units per ajudar els pares a determinar quines pel·lícules són adequades per als seus fills.
Atès que el sistema de classificació per edats es va introduir per primera vegada al novembre de 1968, va passar per diversos canvis, inclosa l'addició d'una qualificació PG-13. El sistema de classificació és completament voluntari i les qualificacions no tenen capacitat legal. En lloc d'això, els propietaris de cinemes imposen les qualificacions MPAA de la pel·lícula després d'haver estat assignades, i molts cinemes que es neguen a exhibir pel·lícules no classificades. Una pel·lícula no classificada és sovint denotada per "NR", com als diaris, encara que això no és una classificació formal de al MPAA.
En 2006 la pel·lícula This Film Is Not Yet Rated va al·legar que la MPAA donava un tracte preferent als estudis membres durant el procés d'assignació de qualificacions, a més de criticar el procés de qualificació per la seva falta de transparència. Com a resposta, la MPAA va publicar les seves regles, polítiques i procediments de qualificació, així com el seu procés d'apel·lació, online.
Segons un estudi de 2015 encarregat per CARA, el 93 % dels pares dels Estats Units troben que el sistema de qualificació és una eina útil.
Les qualificacions utilitzades actualment pel sistema voluntari de la MPA són:
| Símbol de classificació | Significat |
| ----------------------- | --- |
| G ràting symbol         | G – General Audiences Aquesta classificació és més notable pel que no inclou: sexe i/o nuesa, abús de substàncies nocives o violència realista.                                                                                              |
| PG- ràting symbol       | PG – Parental Guidance Suggested El contingut pot no ser apte per a nens. La pel·lícula pot tenir llenguatge lleument fort i una mica de violència, però no ús de substàncies nocives o abús físic.                                          |
| PG-13 ràting symbol     | PG-13 – Parents Strongly Cautioned El contingut pot no ser apte per a nens menors de 13 anys. Qualsevol nu no ha de tenir un propòsit sexual, i qualsevol paraulota ha d'usar-se amb moderació. La violència pot ser intensa, però exsangüe. |
| R ràting symbol         | R – Restricted Menors de 17 anys requereixen companyia d'un pare o tutor adult. Aquesta classificació s'atorga per llenguatge i/o violència forta i freqüent, nuesa amb finalitats sexuals i abús de drogues.                                |
| NC-17 ràting symbol     | NC-17 – No One 17 And Under Admitted Aquesta classificació s'atorga a les pel·lícules que presenten elements madurs en tal profusió o intensitat que superen fins i tot la classificació R.                                                  |
|                         | NR - Not Rated Reservat per a avanços o pel·lícules que no han estat classificades per la MPAA. Una pantalla verda indica que l'avanç és apte per a tot públic, mentre que una vermella és per a audiències madures.                         |